# Bram van Polen
Bram van Polen, né le 11 octobre 1985 à Nijkerk, est un footballeur néerlandais évoluant actuellement au poste d'arrière droit au PEC Zwolle.

## Biographie
Bram van Polen commence à jouer au football au VVOG, modeste club de la ville d'Harderwijk. Il rejoint plus tard le Vitesse Arnhem, où il signe pro en 2006. Cependant, il ne joue pas un seul match avec cette équipe, et quitte donc le club en 2007, pour partir au PEC Zwolle, alors en Jupiler League (D2).
Il joue son premier match avec Zwolle le 12 octobre 2007 contre l'AGOVV Apeldoorn. Le 15 janvier 2008, contre le NEC Nimègue, il joue son premier match en KNVB-Beker, et marque par la même occasion son premier but pro.
Le 22 février 2008, il marque un triplé contre le MVV Maastricht, contribuant à la large victoire de son équipe. Lors des saisons qui suivent, il participe aux play-offs pour la montée en Eredivisie (D1), sans jamais les remporter. À la fin de la saison 2011-2012, le PEC Zwolle parvient enfin à être promu en Eredivisie.
Van Polen découvre l'élite néerlandaise le 11 août 2008 contre le Roda JC Kerkrade. Le 15 septembre 2012, contre le Feyenoord Rotterdam, il porte pour la première fois le brassard de capitaine. Il continue ensuite à le porter assez régulièrement, avant de devenir le capitaine définitif de l'équipe à partir du 2 février 2013.
Le 20 avril 2014, il marque le dernier but de son équipe lors de la finale de la coupe face à l'Ajax Amsterdam, pour un succès final 5 buts à 1. Le 3 août 2014, lui et son équipe réaffrontent l'Ajax lors de la Supercoupe des Pays-Bas. Le PEC Zwolle gagne le match 1 but à 0.
Le 21 août 2014, van Polen joue son premier match européen lors d'un match de Ligue Europa contre le Sparta Prague.
Le 19 octobre 2014, il blesse un supporter des Go Ahead Eagles en tirant dans le ballon. La victime souffre d'une commotion cérébrale, et a du être transportée à l'hôpital. van Polen n'est finalement pas poursuivi.

## Palmarès
- Champion des Pays-Bas de D2 en 2012 avec le PEC Zwolle
- Vainqueur de la Coupe des Pays-Bas en 2014 avec le PEC Zwolle
- Vainqueur de la Supercoupe des Pays-Bas en 2014 avec le PEC Zwolle